# 杜德维尔
杜德维尔（法語：Doudeville，法語發音：[dudvil]）是法国滨海塞纳省的一个市镇，属于鲁昂区。

## 地理
杜德维尔（49°43'16"N, 0°47'4"E）面积14.51 平方千米，位于法国诺曼底大区滨海塞纳省，该省份为法国北部沿海省份，其西部及北部濒大西洋英吉利海峡，东起顺时针与索姆省、瓦兹省、厄尔省和卡爾瓦多斯省接壤。
与杜德维尔接壤的市镇（或旧市镇、城区）包括：昂夫勒维尔莱尚、科地区贝维尔、埃塔勒维尔、菲尔托、贡兹维尔、欧托洛夫赖、鲁特。

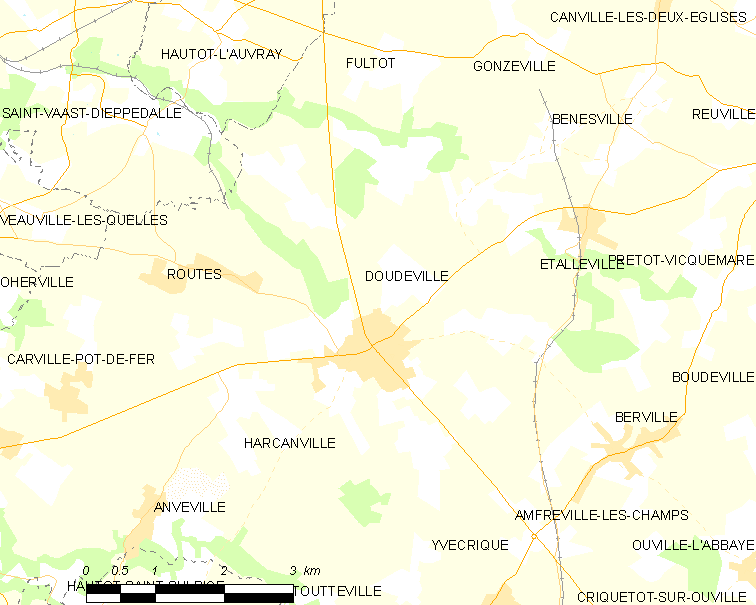
杜德维尔的OSM定位图

杜德维尔的时区为UTC+01:00、UTC+02:00（夏令时）。

## 行政
杜德维尔的邮政编码为76560，INSEE市镇编码为76219。

## 政治
杜德维尔所属的省级选区为伊沃托县。

## 人口

1962-2008年间杜德维尔人口变化图示

杜德维尔于2022年1月1日时的人口数量为2440人。